# 야닉 거스
야닉 거스(영어: Janick Gers, 1957년 1월 27일 ~ )는 영국의 음악가로 아이언 메이든의 기타리스트 3명 중 한 명이다. 그는 또한 이전에 길런과 화이트 스피릿의 밴드 멤버였다.

## 경력
거스는 1980년 데뷔 음반에 수록된 뉴 웨이브 오브 브리티시 헤비 메탈 밴드 화이트 스피릿의 리드 기타리스트로 활동을 시작한 뒤 1981년 딥 퍼플의 보컬리스트 이언 길런이 결성된 그룹 길런으로 합류하기 위해 떠났다.
길런이 해체된 후, 거스는 고그마고그에 합류하기 전에 인류 학위를 취득했는데, 고그마고그에는 아이언 메이든의 보컬리스트이었던 폴 디애노와 드러머 클라이브 버가 포함되었다. 그 프로젝트는 결국 수포로 돌아갈 것이다. 거스는 나중에 1990년에 발매된 전 마릴리온의 보컬리스트인 피시의 첫 번째 솔로 음반인 《Vigil in a Wilderness of Mirrors》를 기부하고 공연했다. 1989년 거스는 아이언 메이든의 보컬리스트인 브루스 디킨슨과 함께 《나이트메어 5: 꿈꾸는 아이들》의 사운드트랙을 위해 〈Bring Your Daughter... to the Slaughter〉라는 곡을 녹음해 달라는 요청을 받고 디킨슨의 첫 번째 솔로 음반인 《Tattooed Millionaire》로 확대되었다.
《Tattooed Millionare》의 녹음 도중 거스는 아드리안 스미스 대신 아이언 메이든에 합류해 달라는 요청을 받았다. 그는 스미스가 1999년에 밴드에 다시 합류한 후에도 계속 남아, 총 9장의 스튜디오 음반에 기여했다.

## 영향, 음악 스타일 및 공연 스타일
거스의 주요 영향력은 리치 블랙모어, 제프 벡, 로리 갤러거이다. 그는 종종 기타로 춤추고, 뛰어다니고, 공중으로 던지고, 잡는 것과 같은 묘기를 부리는 활동적인 무대 존재로 유명하다. 하지만 무대 위에서의 그의 화려함은 일부로부터 비판을 받았다. 그는 오른손잡이로 기타를 연주하지만 왼손잡이이기도 하고, 그는 왼손으로 《Rock in Rio》 DVD에서 사인을 하는 것을 볼 수 있다.

## 음반 목록

### 아이언 메이든
- No Prayer for the Dying (1990년)
- Fear of the Dark (1992년)
- The X Factor (1995년)
- Virtual XI (1998년)
- Brave New World (2000년)
- Dance of Death (2003년)
- A Matter of Life and Death (2006년)
- The Final Frontier (2010년)
- The Book of Souls (2015년)
- Senjutsu (2021년)

### 길런
- Double Trouble (1981년)
- Magic (1982년)

### 브루스 디킨슨
- Tattooed Millionaire (1990년)

### 이언 길런
- Gillan's Inn (2006년)